# UEFA 유로 2024 결승전
UEFA 유로 2024 결승전(영어: UEFA Euro 2024 Final)은 2024년 7월 14일 독일 베를린의 올림피아슈타디온에서 개최된 UEFA 유로 2024의 결승전이다. 이전 결승전에서 패배했던 잉글랜드는 소련 (1960, 1964)과 서독 (1972, 1976, 1980), 독일 (1992, 1996), 그리고 스페인 (2008, 2012) 이후 두 번 연속 결승전에 진출한 네 번째 국가대표팀이 되었다.
65,600명의 관중이 모인 이 경기에서 스페인이 2–1로 승리하며 역대 네 번째 유로 우승을 차지하였고 (1964, 2008, 2012), 유럽 축구 선수권 대회 최다 우승국 타이틀을 갖게 되었다. 또한 스페인은 유로의 마지막 5번의 결승전 중 3번이나 우승컵을 차지했다.
스페인은 이 대회에서 7개의 경기를 모두 승리했는데, 이는 과거 1984년 프랑스가 5전 전승을 거둔 이후 처음으로 달성한 기록이며, 유럽 축구 선수권 대회에서 단일 대회 최다 득점 신기록인 15득점을 달성하였다. 반면에, 잉글랜드는 결승전에서 연속으로 패배한 최초의 팀이 되었다.

## 결승전까지의 경기
| 팀         | 전 | 승 | 무 | 패 | 득 | 실 | 차 | 점 |
| ---------- | -- | -- | -- | -- | -- | -- | -- | -- |
| 스페인     | 3  | 3  | 0  | 0  | 5  | 0  | +5 | 9  |
| 이탈리아   | 3  | 1  | 1  | 1  | 3  | 3  | 0  | 4  |
| 크로아티아 | 3  | 0  | 2  | 1  | 3  | 6  | -3 | 2  |
| 알바니아   | 3  | 0  | 1  | 2  | 3  | 5  | -2 | 1  |

| 팀            | 전 | 승 | 무 | 패 | 득 | 실 | 차 | 점 |
| ------------- | -- | -- | -- | -- | -- | -- | -- | -- |
| 잉글랜드      | 3  | 1  | 2  | 0  | 2  | 1  | +1 | 5  |
| 덴마크[a]     | 3  | 0  | 3  | 0  | 2  | 2  | 0  | 3  |
| 슬로베니아[a] | 3  | 0  | 3  | 0  | 2  | 2  | 0  | 3  |
| 세르비아      | 3  | 0  | 2  | 1  | 1  | 2  | -1 | 2  |

참고
a  상대전적 (슬로베니아 1–1 덴마크), 전체 골득실, 전체 득점에서 동점. 징계 포인트: 덴마크 -6, 슬로베니아 -7.

## 경기 결과
| 스페인                          | 2 – 1  | 잉글랜드   |
| ------------------------------- | ------ | ---------- |
| - 윌리암스 47′ - 오야르사발 86′ | 리포트 | - 파머 73′ |

| 스페인 | 잉글랜드 |

| GK                  | 23 | 우나이 시몬          |     |     |
| RB                  | 2  | 다니 카르바할        |     |     |
| CB                  | 3  | 로뱅 르 노르망       |     | 83′ |
| CB                  | 14 | 에므리크 라포르트    |     |     |
| LB                  | 24 | 마르크 쿠쿠레야      |     |     |
| CM                  | 16 | 로드리               |     | 46′ |
| CM                  | 8  | 파비안 루이스        |     |     |
| RW                  | 19 | 라민 야말            |     | 89′ |
| AM                  | 10 | 다니 올모            | 31′ |     |
| LW                  | 17 | 니코 윌리암스        |     |     |
| CF                  | 7  | 알바로 모라타 (주장) |     | 68′ |
| 교체 선수:          |    |                      |     |     |
| MF                  | 18 | 마르틴 수비멘디      |     | 46′ |
| FW                  | 21 | 미켈 오야르사발      |     | 68′ |
| DF                  | 4  | 나초                 |     | 83′ |
| MF                  | 6  | 미켈 메리노          |     | 89′ |
| 감독:               |    |                      |     |     |
| 루이스 데 라 푸엔테 |    |                      |     |     |

| GK                  | 1  | 조던 픽퍼드      |       |     |
| CB                  | 2  | 카일 워커        |       |     |
| CB                  | 5  | 존 스톤스        | 53′   |     |
| CB                  | 6  | 마크 게히        |       |     |
| RM                  | 7  | 부카요 사카      |       |     |
| CM                  | 26 | 코비 마이누      |       | 70′ |
| CM                  | 4  | 데클런 라이스    |       |     |
| LM                  | 3  | 루크 쇼          |       |     |
| AM                  | 11 | 필 포든          |       | 89′ |
| AM                  | 10 | 주드 벨링엄      |       |     |
| CF                  | 9  | 해리 케인 (주장) | 25′   | 61′ |
| 교체 선수:          |    |                  |       |     |
| FW                  | 19 | 올리 왓킨스      | 90+1′ | 61′ |
| MF                  | 24 | 콜 파머          |       | 70′ |
| FW                  | 17 | 아이번 토니      |       | 89′ |
| 감독:               |    |                  |       |     |
| 개러스 사우스게이트 |    |                  |       |     |

| 최우수 선수: 니코 윌리암스 (스페인) 부심: 시릴 뮈니에 (프랑스) 메흐디 라흐무니 (프랑스) 대기심: 시몬 마르치니아크 (폴란드) 후보 대기심: 토마시 리스트키에비치 (폴란드) 비디오 판독심: 제롬 브리사르 (프랑스) 보조 비디오 판독심: 윌리 들라조 (프랑스) 마시밀리아노 이라티 (이탈리아) | 경기 규정: - 90분 - 필요시 연장전 30분 - 연장전 후에도 동점시 승부차기 - 교체 선수 최대 15명 등록 - 최대 5명 교체 가능하고 연장전에서 6번째 선수 교체 가능. - 최대 3번 교체 가능, 연장전 시 네 번째 교체 기회 제공 - 최대 1회 뇌진탕 교체 가능 |